# 2ª Armata
Die 2ª Armata (deutsch 2. Armee) war eine Armee des italienischen Heeres im Ersten und Zweiten Weltkrieg.

## Erster Weltkrieg
Im Zug der Heeresreform Spingardi-Pollio und auf der Grundlage eines Gesetzes vom 17. Juli 1910 sollten in Italien vier sogenannte designierte Armeekommandos in Mailand (1.), Genua (2.), Florenz (3.) und Bologna (4.) entstehen und im Frieden Planungsaufgaben übernehmen. Diese permanenten Armeeoberkommandos, die deutschen Armee-Inspektionen ähnelten, wurden erst in Lauf des Jahres 1914 aufgestellt. Vor 1910 bestanden diese höheren Kommandostellen nur auf dem Papier, das heißt, sie sollten erst im Fall einer Generalmobilmachung gebildet werden.

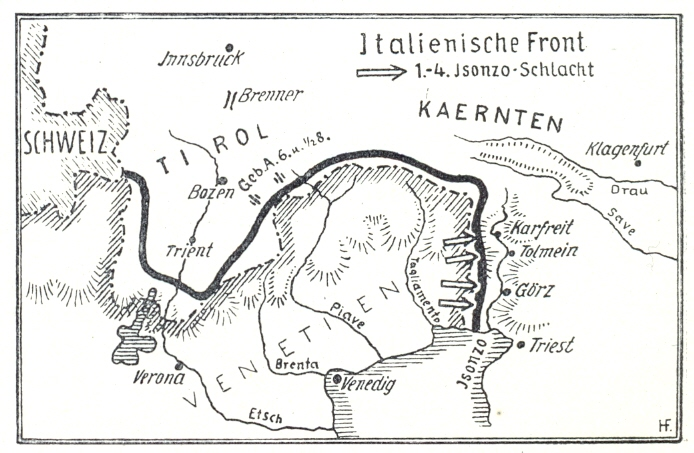
Karte der Italienfront (1915–1917)

Das designierte Kommando der 2. Armee entstand im Oktober 1914 in Genua. Die aktivierte 2. Armee mit Hauptquartier in Cividale del Friuli operierte im Ersten Weltkrieg von Ende Mai 1915 bis Ende Oktober 1917 offensiv am Ober- und Mittellauf des Isonzo, zunächst zwischen dem Raum Flitsch im Norden und dem Gebiet um Görz im Süden. Trotz einer großen Kräftekonzentration in diesem Frontabschnitt gelang ein Durchbruch gegen die Stellungen der zahlenmäßig unterlegenen Verteidiger nicht; wesentlich begünstigt wurden diese dank ihrer höher gelegenen Verteidigungsstellungen in den Julischen Alpen, die sich entlang des Isonzo einer Barriere vergleichbar hinziehen. Den Angreifern der 2. Armee gelang es in elf Isonzoschlachten nur schrittweise und unter großen Opfern kleinere Gebiete östlich des Isonzo zu erobern.
Die 2. Armee begann 1915 ihre Operationen mit der Besetzung einiger Gebiete jenseits der Staatsgrenze und des Isonzo, die von den österreich-ungarischen Verteidigern aus taktischen Gründen geräumt worden waren. Ausgenommen hiervon blieben der Tolmeiner und der Görzer Brückenkopf, kleinere Bereiche westlich des Isonzo, die weiter unter österreich-ungarischer Kontrolle standen. Heftige Kämpfe entwickelten sich im Flitscher Becken; zu den ersten bedeutenden Erfolgen zählte die Eroberung des Krn. Am 1. Februar 1916 verkürzte sich der Frontabschnitt der 2. Armee, weil man den Görzer Brückenkopf einschließlich Monte Sabotino im Norden an die benachbarte 3. Armee abgab. Letztere übernahm vom 22. Mai bis zum 2. Juli 1916 vorübergehend die gesamte Isonzo-Front. Grund hierfür war eine österreich-ungarische Großoffensive im Trentino mit der Hauptstoßrichtung über die Sieben Gemeinden in Richtung Venedig, also im Rücken der beiden italienischen Isonzo-Armeen. In dieser Notlage wurde das Kommando der 2. Armee für die Aufstellung einer Reservearmee bei Padua herangezogen; aus diesem Kommando entstand kurz darauf das der 5. Armee.
Nach dem Abbruch der österreich-ungarischen Offensive erstreckte sich der Abschnitt der 2. Armee am Isonzo wieder bis zum Sabotino und nach der Eroberung von Görz durch die 3. Armee im August 1916 noch weiter bis zur Wippach. In den Jahren 1916 und 1917 brachte der weitere Druck der beiden italienischen Isonzo-Armeen die Verteidiger immer mehr in Bedrängnis: die 2. Armee unterstützte zunächst östlich von Görz die 3. Armee flankierend; in der elften Isonzoschlacht (17. August bis 12. September 1917) gelang es der 2. Armee südlich des Tolmeiner Brückenkopfes, den größten Teil des Bainsizza-Hochplateaus zu erobern. Angesichts des an dieser Stelle tief eingeschnittenen Isonzo-Tales, mit einer den Fluss überquerenden Logistik, eine nicht zu unterschätzende militärische Leistung, die den Druck auf die österreich-ungarischen Verteidiger in südöstlicher Richtung nochmals verstärkte. Letztere sahen sich nunmehr gezwungen, die deutschen Verbündeten um Unterstützung für einen Entlastungsangriff zu bitten. Entsandt wurde die deutsche 14. Armee, schwerpunktmäßig in den Raum des Tolmeiner Brückenkopfes.

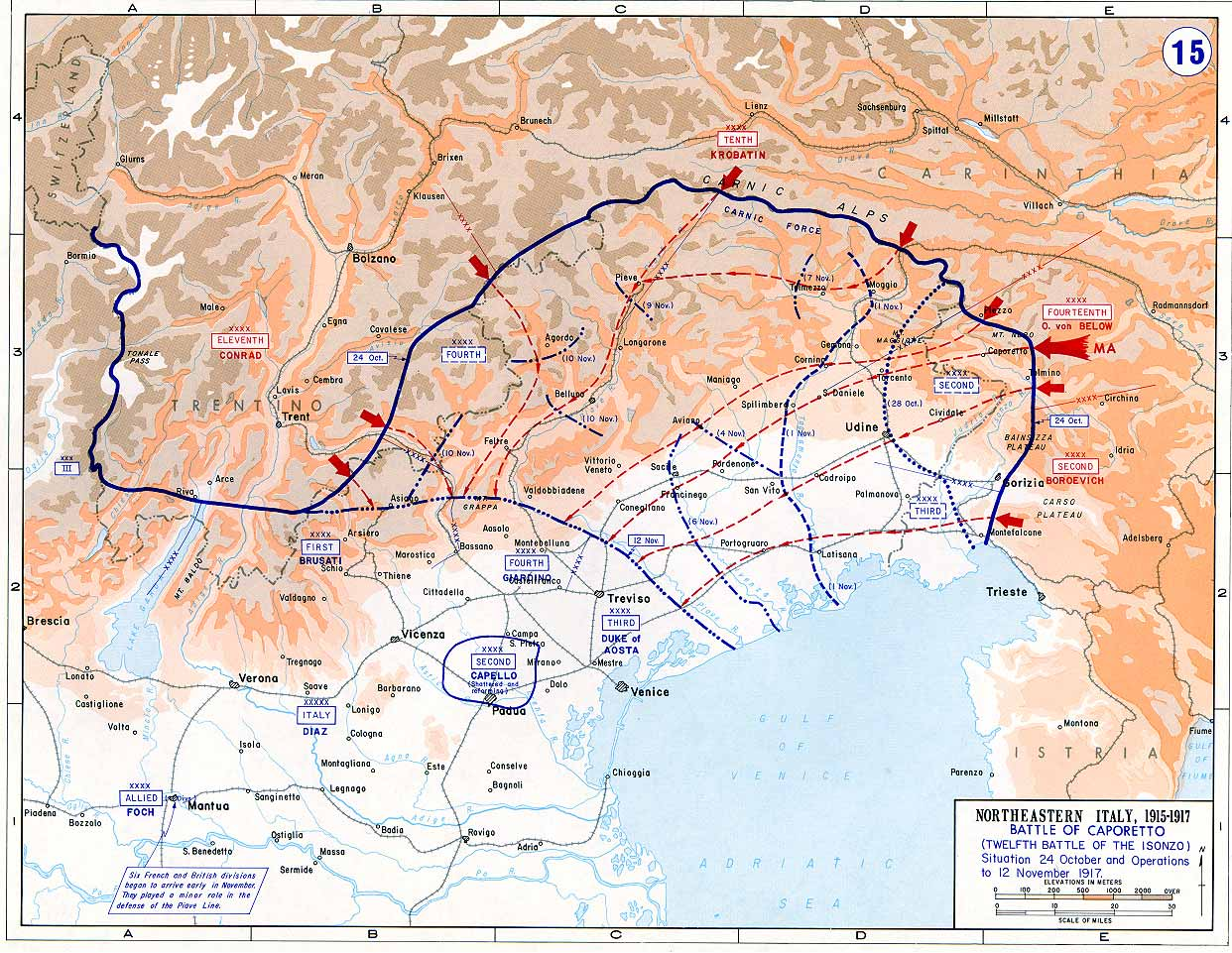
Zwölfte Isonzoschlacht (Schlacht von Karfreit), Ende Oktober, November 1917

Vor diesem Hintergrund zeigte sich dann, dass es sich bei der Eroberung des Bainsizza-Hochplateaus um einen kräfteraubenden Pyrrhussieg gehandelt hatte. Die 2. Armee bereitete sich auf die Überwinterung vor und erhielt in diesem Zusammenhang den Auftrag, sich nur für lokale Gegenoffensiven bereitzuhalten. Die Truppenkonzentration auf dem Hochplateau führte jedoch zu einer operativen Entkoppelung des rechten Flügels vom Rest der 2. Armee im Norden. Genau an der Schnittstelle der beiden Flügel, vor Tolmein, setzte nun der geplante deutsch-österreich-ungarische Gegenangriff in nordwestlicher Richtung nach Karfreit an, sowohl im Tal verlaufend, als auch auf den westlichen Höhen bis zum Matajur und weiter bis zur Straße nach Cividale del Friuli. Ein weiterer Angriffskeil war im Norden von Flitsch aus vorgesehen. Zwischen Flitsch, Cividale und Tolmein hatte die 2. Armee nicht genug Reserven um einen solchen Angriff aufzufangen, und von den Truppen auf dem Hochplateau war in der Kürze der Zeit nichts zu erwarten. Hinzu kam vor allem, dass die italienischen Verbände unmittelbar nordwestlich des Tolmeiner Brückenkopfes kurz vor dem Angriff mehrmals chaotisch umgruppiert wurden, bis im Tal keine nennenswerten Verteidigungskräfte mehr vorhanden waren.
Obwohl von Überläufern gewarnt, nahm die italienische Führung die Möglichkeit eines Großangriffs nicht ernst. Sie hatte auch die Bereitstellung der deutschen Truppen nicht erkannt, die nur nachts erfolgte. Als dann in den frühen Morgenstunden des 24. Oktobers 1917 der Großangriff begann, ließ sich die 2. Armee völlig überrumpeln; hierbei spielte auch die neue deutsche Infiltrationstaktik eine entscheidende Rolle. Vor Tolmein nahm sich der Kommandeur der italienischen 19. Division das Leben, als er das Ausmaß des drohenden Desasters erkannte. Vom Nebel geschützt stießen deutsche Truppen im Isonzo-Tal unbehelligt auf Karfreit vor; die italienische Artillerie blieb untätig oder fiel aus, vor allem wegen unterbrochener Fernmeldeverbindungen und eines Feuervorbehalts im Abschnitt des XXVII. Korps bei Tolmein; auf den westlichen Höhen ergaben sich erstaunte italienische Truppen an der letzten Verteidigungslinie kampflos; insbesondere am oberen Isonzo führte der Einsatz von Giftgas (Buntschießen) zu größeren Verlusten; die Vorstöße von Tolmein und auch von Flitsch aus in Richtung Karfreit schnitten die italienischen Truppen am Krn ab. Die Abfolge der Angriffe führte konsequenterweise zum Rückzugsbefehl in Richtung Torre und dann Tagliamento; aber schon die erste Phase des Angriffs hatte die ungünstig aufgestellte und unvorbereitete 2. Armee de facto zerschlagen. Aus dem Rückzug zum Tagliamento wurde eine regelrechte Selbstauflösung der 2. Armee, mit der Folge, dass sich auch die 3. Armee erst zum Tagliamento und dann bis zum Piave zurückziehen musste, den sie dann hielt.
Nach diesem Desaster wurde das Kommando der 2. Armee und dessen verbliebene nachgeordneten Verbände zunächst in rückwärtige Gebiete verlegt. Ab dem 18. März 1918 stand die stark verkleinerte 2. Armee an der Piavefront, in einem Abschnitt zwischen Pederobba und Palazzon, wo sie bis zum 1. Juni 1918 blieb. An jenem Tag entstand aus dem Kommando der 2. Armee das der 8. Armee, die im folgenden Oktober den Krieg zugunsten Italiens entschied.

## Zweiter Weltkrieg

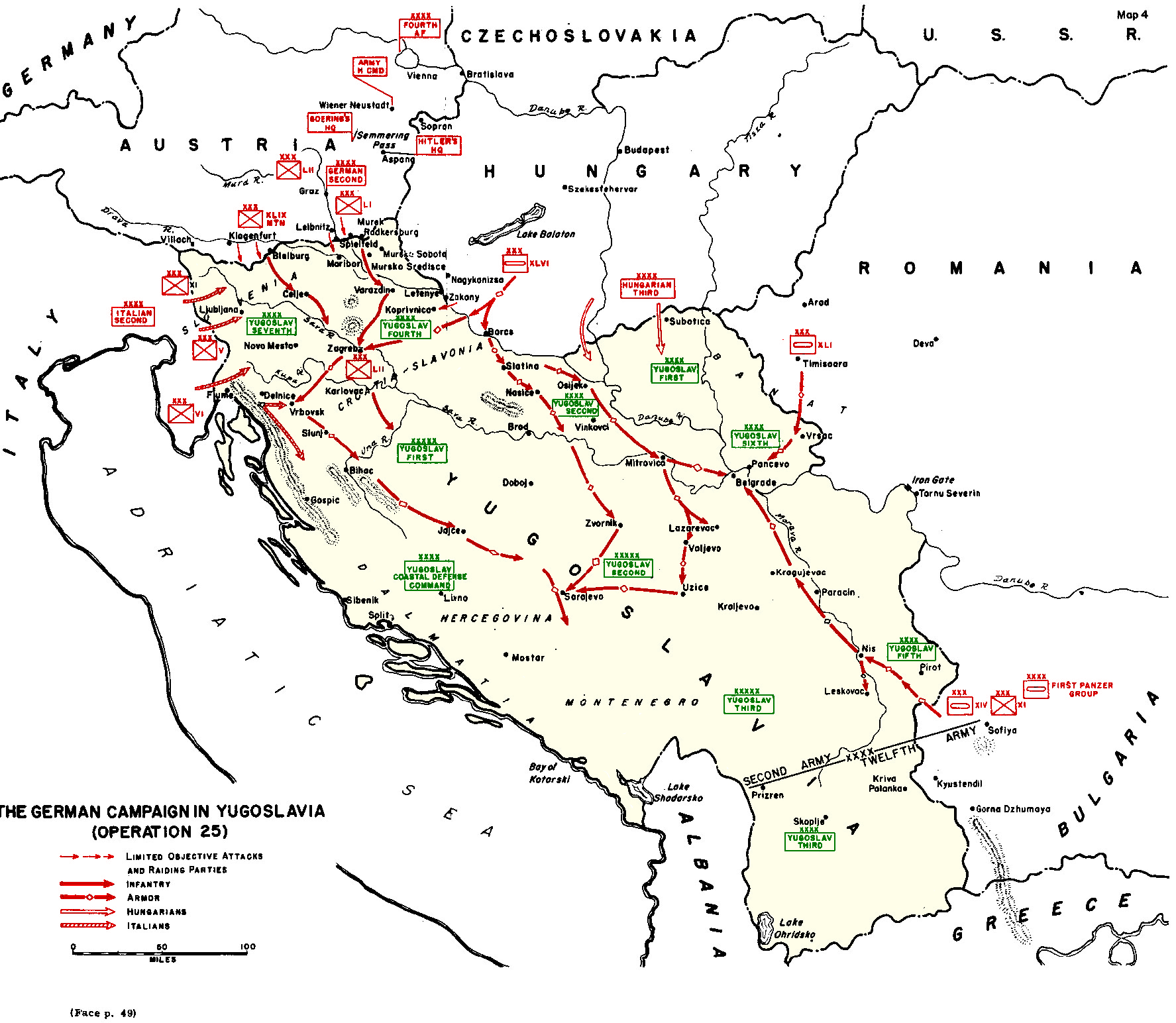
Jugoslawienfeldzug, April 1941

Ein designiertes Kommando der 2. Armee bestand ab 1919 wieder, bis 1937 in Bologna, danach jeweils kurze Zeit in Padua und Rom, wo die Armee im August 1939 reaktiviert wurde. Im Juni 1940 hatte sie ihr Hauptquartier in Görz, ihre nachgeordneten Großverbände waren in Nordosten Italiens stationiert, insbesondere im Raum zwischen Tarvis und Fiume. Die 2. Armee unterstand erst der Heeresgruppe Ost (dann Heeresgruppe „zur Verfügung“), ab Oktober 1940 dem Heeresgeneralstab unmittelbar. Während des Zweiten Weltkriegs führte die 2. Armee die meiste Zeit das V., das VI. und das XI. Korps.

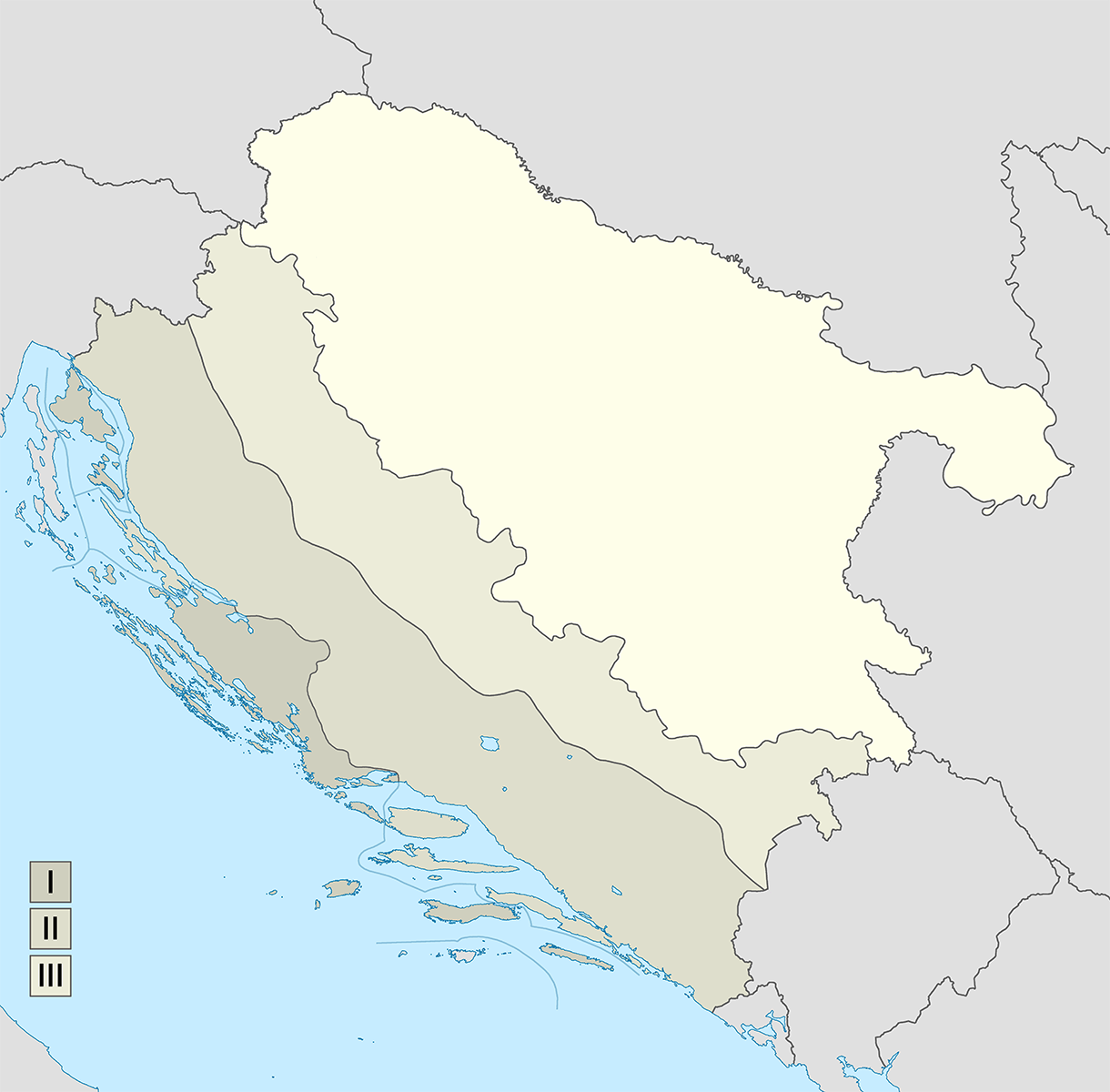
Besatzungszonen der 2. Armee in Ustascha-Kroatien

Im April 1941 nahm die 2. Armee an der Invasion Jugoslawiens teil, die von der deutschen Wehrmacht angeführt wurde. Für diese Operation erhielt die 2. Armee vorübergehend zwei zusätzliche Korps, das schnelle Korps mit drei leichten Divisionen und ein teilmotorisiertes Korps mit zwei Infanterie- und einer Panzerdivision. Nach kurzen Kämpfen besetzte die Armee Ljubljana und Dalmatien, wo sie die italienische Exklave Zadar entsetzte und Šibenik und Split einnahm. Am 17. April vereinigte sie sich mit italienischen Truppenverbänden, die aus Albanien vorgerückt waren. Ab dem 18. April 1941 begann für die 2. Armee die Besatzungszeit in Slowenien, Kroatien und teilweise in Montenegro. Zusammen mit deutschen Truppen nahm sie an zahllosen Kämpfen gegen Partisanen und die Jugoslawische Volksbefreiungsarmee teil, wobei Truppenteile der 2. Armee Kriegsverbrechen verübten. Die Verantwortlichen wurden dafür nie zur Rechenschaft gezogen. Andererseits weigerte sich die 2. Armee, Juden an deutsche Stellen auszuliefern.
Vom 9. Mai 1942 bis zum 15. Mai 1943 trug die 2. Armee in Jugoslawien die Bezeichnung Comando Superiore Forze Armate Slovenia-Dalmazia. Nach dem Waffenstillstand von Cassibile wurde sie am 12. September 1943 in Sušak aufgelöst.

## Oberbefehlshaber
Designiertes Kommando der 2. Armee (1910–1914):
- Generalleutnant Achille Mazzitelli
- Generalleutnant Luigi Cadorna
- Generalleutnant Pietro Frugoni

Kommando der 2. Armee (1914–1918):
- Generalleutnant Pietro Frugoni
- Generalleutnant Settimio Piacentini
- Generalleutnant Luigi Capello
- Generalleutnant Luca Montuori
- Generalleutnant Giuseppe Penella

Designiertes Kommando der 2. Armee (1919–1939):
- Armeegeneral Giulio Cesare Tassoni
- Armeegeneral Francesco Grazioli
- Armeegeneral Alberto Bonanzi
- Generalleutnant Ottavio Zoppi
- Designierter Armeegeneral Amedeo Guillet
- Des. Armeegeneral Ettore Bastico
- Des. Armeegeneral Vittorio Ambrosio

Kommando der 2. Armee (1939–1943):
- Des. Armeegeneral Vittorio Ambrosio
- Des. Armeegeneral Mario Roatta
- Des. Armeegeneral Mario Robotti